# Sanni Issa
Sanni Issa (17 de agosto de 1991) es un futbolista nigeriano que juega como delantero en el Lynn Avon United de Nueva Zelanda.

## Carrera
Debutó en 2011 en el Suva FC fiyiano. A principios de 2012 pasó al Ba Football Association, club con el que llegó a las semifinales de la Liga de Campeones de la OFC 2013, en la que fue goleador. Ese mismo año, la Asociación de Fútbol de Fiyi tomó la decisión de prohibir a los jugadores extranjeros jugar en la liga nacional, por lo que Issa tuvo que dejar el país, firmando con el Amicale FC vanuatuense. Su actuación en la Final de la Liga de Campeones de la OFC 2014, hizo que ese mismo año el WaiBOP United de Nueva Zelanda se interesara en él y lo contratara. Aun así, no llegó a jugar ningún partido con el club por un problema con su Visa y fue contratado por el Auckland City. Al término de la temporada 2014/15 pasó al Mangere United, aunque regresaría al WaiBOP a principios de 2016. En 2017 regresó al Ba.

### Clubes
| Club                        | País          | Año             |
| --------------------------- | ------------- | --------------- |
| Suva Football Club          | Fiyi          | 2011 - 2012     |
| Ba Football Association     | Fiyi          | 2012 - 2013     |
| Amicale FC                  | Vanuatu       | 2013 - 2014     |
| WaiBOP United               | Nueva Zelanda | 2014            |
| Auckland City Football Club | Nueva Zelanda | 2014 - 2015     |
| Mangere United              | Nueva Zelanda | 2015            |
| WaiBOP United               | Nueva Zelanda | 2016            |
| Ba Football Association     | Fiyi          | 2017            |
| Lynn Avon United            | Nueva Zelanda | 2017 - Presente |